# Stanfordzka Skala Inteligencji Bineta
Skala Inteligencji Stanford-Binet przeznaczona jest do indywidualnych badań sprawności intelektualnej. Aktualna – piąta edycja skali (SB5) – oparta jest na hierarchicznym modelu inteligencji CHC. Narzędzie składa się z pięciu skal odpowiadających pięciu czynnikom warstwy drugiej w modelu CHC. Te skale to: rozumowanie płynne, wiedza, rozumowanie ilościowe, przetwarzanie wzrokowo-przestrzenne i pamięć robocza. Każda ze skal dzieli się na podskalę słowną i bezsłowną. Ogólnym wynikiem w teście jest iloraz inteligencji (w skali pełnej, niewerbalnej i werbalnej oraz dla pięciu czynników) oraz wiek umysłowy osoby badanej.
Test stosowany jest w diagnozie dzieci (od drugiego roku życia), młodzieży i osób dorosłych, w szczególności tam, gdzie zachodzi podejrzenie, że rozwój pacjenta nie jest w pełni normatywny (zaburzenia i odchylenia rozwojowe, zaburzenia organiczne, niepełnosprawność intelektualna etc.). Skala Inteligencji Stanford-Binet jako jedno z nielicznych narzędzi diagnostycznych umożliwia diagnozę stopnia niepełnosprawności umysłowej oraz diagnozę osób o wybitnych możliwościach intelektualnych.
Pierwowzór skali SB5 – Skala Bineta-Simona (1905) początkowo dostarczała punktacji zwanej wiekiem umysłowym (WU). WU pokazuje, jaki jest poziom intelektualnego funkcjonowania dziecka. Pierwotna francuska wersja służyła do pomiaru inteligencji dzieci w wieku od lat dwóch do szesnastu. W kolejnej wersji (Binet-Terman, 1916) ogólnym wynikiem skali był nie tylko WU, lecz również iloraz inteligencji (intelligence quotient, IQ). Ten wskaźnik (IQ) wyraża związek pomiędzy umysłowym i chronologicznym (rzeczywistym) wiekiem dziecka. William Stern obliczył względny IQ według wzoru:
{\displaystyle IQ={\frac {Wiek\ umyslowy\ (WU)}{Wiek\ chronologiczny\ (WC)}}\times 100}
Autorem aktualnej wersji oryginalnej jest dr Gale H. Roid. Autorami polskiej wersji narzędzia są: dr Urszula Sajewicz-Radtke, dr Bartosz M. Radtke i dr hab. Małgorzata Lipowska. Wydawcą Skali jest Pracownia Testów Psychologicznych i Pedagogicznych w Gdańsku. Testem mogą posługiwać się wyłącznie dyplomowani psycholodzy. Polska wersja testu cechuje się bardzo dobrymi własnościami psychometrycznymi. Stosowana jest w poradnictwie psychologiczno-pedagogicznym, placówkach służby zdrowia oraz sądowo-penitencjarnych.